# Gladys Heyman
Gladys Heyman, född 6 maj 1892 i Göteborg, död 5 september 1946 i Göteborg, var en svensk skulptör. 

## Biografi
Heyman var verksam i Paris och Göteborg. I Paris studerade hon hos skulptören Antoine Bourdelle. Katalog över hennes verk saknas då det mesta såldes av, eller lämnades i Paris i samband med Kreugerkraschen. En byst föreställande kompositören Matti Rubinstein är dock bevarad. Gladys Heyman karriär som konstnär upphörde mer eller mindre när hon gifte sig med tonsättaren Gösta Nystroem 1921. Familjen flyttade tillbaka till Göteborg 1932 och bodde sedan där till 1946 då hon begick självmord efter mångårig psykisk ohälsa och depression. 
Carl Larssons tavla "Gladys", målad 1895, föreställer den fyraåriga Gladys Heyman. Det är okänt var denna tavla finns idag. 

### Dagbok och pjäs
Gladys Heymans barnbarn Jessica Zandén skrev 2010 monologen Min mormor Gladys utifrån hennes dagbok, som återfanns av Gladys ena dotter Mona sommaren 2009. Pjäsen uruppfördes på Judiska teatern i Stockholm, i regi av Gunilla Röör och med Zandén i den enda rollen. Pjäsen har även satts upp i Göteborg på Göteborgs Dramatiska Teater, Göteborgs stadsmuseum och Göteborgs Stadsteater.

### Museiföremål
1936 donerade Gladys Heyman ett antal föremål till dåvarande Göteborgs Historiska Museum, nuvarande Göteborgs stadsmuseum. Några av dessa föremål ställdes ut våren 2012, bl.a. dockskåpsmöbler, barnklänning, bröllopshandskar och skölpaddsskrin. Bland samlingarna återfanns även Gladys mors bröllopsklänning från 1870-talet.

### Familj
Gladys Heyman var det yngsta barnet av sju till köpmannen Alfred Heyman (1845–1918), av den kända, judiska släkten Heyman i Göteborg, och Alice Moss (1853–1916). Fadern var direktör i firman H.J. Heyman & Co. Hon hade sex äldre bröder, varav kan nämnas Carl Erik Heyman (1875–1937), även han direktör i H.J Heyman & Co. och affärsmannen Sixten Heyman (1884–1927), som donerade en stor summa till Göteborgs högskola, avsett till ett pris som vart tredje år alternerande går till en skönlitterär författare och till forskare inom naturvetenskaperna. Med maken Gösta Nystroem fick hon tre döttrar, Joy, Liliane och Mona. Genom Joy är Gladys Heyman mormor till scenografen Finn Zandén och skådespelarna Philip och Jessica Zandén.